# 緒方林太郎
緒方 林太郎（おがた りんたろう、1973年1月8日 - ）は、日本の政治家、元外交官。衆議院議員（4期）。

## 来歴
福岡県北九州市八幡西区生まれ。1991年、福岡県立東筑高校を卒業し東京大学文科I類に入学。3年次から東京大学法学部に進学するが、在学中に外交官試験に合格し、大学を中退。1994年、外務省に入省した。入省後、フランス北部の都市リールのリール第2大学に留学しフランス語研修を受ける。在セネガル日本大使館2等書記官や外務省中東アフリカ局中東第2課課長補佐、外務省経済局国際機関第1課課長補佐を経て、2005年7月31日付で国際法局条約課課長補佐を最後に退官。退官後は、末松義規や白眞勲の政策担当秘書を務めた。
2009年の第45回衆議院議員総選挙で、福岡9区から民主党公認（国民新党推薦）で出馬。自由民主党前職の三原朝彦を破り、初当選した。
2012年の第46回衆議院議員総選挙では、前回下した自民党の三原に約3万票差で敗れ、重複立候補していた比例九州ブロックでの復活も出来ず、落選。
2014年の第47回衆議院議員総選挙では、福岡9区で再び三原に敗れたが、前回よりも票差を縮めて比例九州ブロックで復活し、2年ぶりに国政に復帰した。なお福岡9区では、得票数3位で最下位だった日本共産党の真島省三も比例復活し、同区で立候補した三原、緒方、真島の3候補が全員当選した。2015年11月19日、民主党県連の臨時常任幹事会が開かれ、大久保勉参院議員の県連代表辞任に伴い、新代表に緒方が選出された。
2016年3月27日、民主党と維新の党が合流して結成された民進党に参加。緒方は同党県連代表に就任。
2017年の第48回衆議院議員総選挙では、公示までの間に2回無所属の選択肢を検討したが、最終的に希望の党に参加した。しかし、党の逆風もあり三原に敗れ比例復活もならず落選した。落選後、福岡9区での活動については区切りを付けると表明していたが、2018年、北九州市役所にて会見を開き「一市民として日本を見て、人口減少や財政などの問題に現職の時より強い危機感を持った」として次期衆院選で同区から無所属で立候補する意向を示した。
2021年の第49回衆議院議員総選挙では、「北九州市民党」を掲げ既存の政党とは距離を置いた完全無所属の立場で福岡9区から出馬。三原を破り当選した。11月4日、衆院選で当選した他の無所属議員4人と共に衆院会派「有志の会」を結成した。
2024年の第50回衆議院議員総選挙では、前回に引き続き、無所属の立場で福岡9区から出馬。自民党・立憲民主党の公認候補者がいない中、2位にダブルスコアをつけて当選した。福岡県内ではトップの得票率(57.3%)であった。

## 政策・主張

### 憲法問題
- 憲法改正について、「どちらかといえば賛成」と回答している[18]。
- 憲法9条への自衛隊の明記について、「どちらかといえば反対」と回答している[19]。

### 外交・安保
- 安全保障関連法の成立について、「どちらかと言えば評価する」と回答している[20]。
- 安倍内閣による北朝鮮問題への取り組みについて、「どちらとも言えない」と回答している[20]。
- 組織犯罪処罰法の改正（共謀罪法）について、「どちらとも言えない」と回答している[20]。
- 日本の核武装について、「将来にわたって検討すべきではない」と回答している[21]。
- 攻撃を受ける前に相手の拠点をたたく「敵基地攻撃能力」の保有について、「反対」と回答している[21]。
- 2016年1月12日の衆議院予算委員会にて、日本人拉致問題に関連して安倍晋三首相に対し、蓮池透の著書を引用し「首相は拉致を使ってのし上がった男か」と質し、2014年に行われた衆議院選挙の新潟2区で拉致被害者の親族が活動していたことについても「政治利用ではないか」と質した[22]。

### 経済・財政
- アベノミクスについて、「どちらかといえば評価しない」と回答している[20]。
- 安倍内閣による消費増税の先送りについて、2017年のアンケートでは「評価しない」と回答している[20]。2021年のアンケートでも10％の消費税率について、「当面は10％を維持すべきだ」と回答している[21]。
- 大企業や所得の多い人への課税を強化し、国の財源に充てることについて、「どちらかといえば賛成」と回答している[19]。
- 日本の環太平洋戦略的経済連携協定（TPP）参加について、「賛成」と回答している[23]。
- 外国人労働者の受け入れについて、「どちらかと言えば賛成」と回答している[18]。
- 原子力規制委員会の新基準を満たした原子力発電所の再稼働について、2012年のアンケートでは「賛成」と回答している。一方、2017年のアンケートでは「将来的には廃止すべきだ」と回答している[23][24]。

### ジェンダー問題
- 選択夫婦別姓制度導入について、「どちらかといえば賛成」と回答している[19]。
- 同性婚を可能とする法改正について、「どちらかといえば賛成」と回答している[19]。
- LGBTなど性的少数者をめぐる理解増進法案を早期に成立させるべきかについて、「どちらかといえば賛成」と回答している[18]。
- クオータ制の導入について「どちらかといえば賛成」と回答している[19]。

### その他
- 安倍内閣による森友学園問題・加計学園問題への対応について、「評価しない」と回答している[20]。
- 女性宮家の創設について、「賛成」と回答している[23]。また、女性天皇についても、「賛成」と回答している[21]。
- 高校、大学の無償化について所得制限をなくすことに、「反対」と回答している[21]。
- 2010年10月28日に行われた行政刷新会議における事業仕分けで仕分け人を務めた際、社会資本整備事業特別会計を財源とするスーパー堤防事業をスーパー無駄遣いと批判し、同事業の廃止判定を下している[25]。
- 2024年2月9日に行われた衆議院予算委員会にて、政策活動費の使途公開を巡って岸田文雄首相が「共通のルールとして行うべきだ」として拒否している点を挙げ、「私の理解では『野党だってやってんだろうと。（使途を）出せないだろうと』と言っていると思う。足元を見る姿勢だ」と批判し、野党側にも「有効な打ち返しができていない。本当に改革する気があるのであれば、このデッドロックを破らないといけない。そうしないとこのやり取りはドタバタ劇で終わる」と指摘し、「政策活動費の公開を求めるのであれば、野党側も所得税の時効が切れていない過去５年間の政策活動費の使途について公開することを強くお勧めしたい」と主張した[26]。

## 選挙歴
| 当落 | 選挙                   | 執行日         | 年齢 | 選挙区      | 政党     | 得票数     | 得票率 | 定数 | 得票順位 /候補者数 | 政党内比例順位 /政党当選者数 |
| ---- | ---------------------- | -------------- | ---- | ----------- | -------- | ---------- | ------ | ---- | ------------------ | ---------------------------- |
| 当   | 第45回衆議院議員総選挙 | 2009年08月30日 | 36   | 福岡県第9区 | 民主党   | 12万2815票 | 47.64% | 1    | 1/4                | /                            |
| 落   | 第46回衆議院議員総選挙 | 2012年12月16日 | 39   | 福岡県第9区 | 民主党   | 6万2186票  | 29.36% | 1    | 2/4                | 7/3                          |
| 比当 | 第47回衆議院議員総選挙 | 2014年12月14日 | 41   | 福岡県第9区 | 民主党   | 7万1871票  | 38.60% | 21   | 2/3                | 3/3                          |
| 落   | 第48回衆議院議員総選挙 | 2017年10月22日 | 44   | 福岡県第9区 | 希望の党 | 7万8833票  | 39.46% | 1    | 2/3                | 6/4                          |
| 当   | 第49回衆議院議員総選挙 | 2021年10月31日 | 48   | 福岡県第9区 | 無所属   | 9万1591票  | 48.12% | 1    | 1/3                | /                            |
| 当   | 第50回衆議院議員総選挙 | 2024年10月27日 | 51   | 福岡県第9区 | 無所属   | 10万2885票 | 57.31% | 1    | 1/4                | /                            |

## 所属団体・役職
- 下関北九州道路整備促進期成同盟会（顧問）[27]

## 同期
1994年に入省した外務省の同期。
- 臼井将人（23年中華人民共和国公使）
- 宮本新吾（22年北米局参事官）
- 室田幸靖（21年国家安全保障局審議官）

## 著書
- 緒方林太郎『国益ゲーム　日米貿易協定の表と裏』ぱる出版、2020年4月、303頁。ISBN 978-4827212303。